# سودیپتا چاکرابورتی
سودیپتا چاکرابورتی (انگلیسی: Sudipta Chakraborty) هنرپیشه اهل هند است که بیشتر در سینمای بنگالی به فعالیت پرداخته است.
وی در سال ۱۹۹۹ برنده جایزه ملی فیلم بهترین بازیگر نقش مکمل زن شده است.
او در فیلم خانم صاحب‌خانه بازی کرده است.